# Меліана
Меліана (валенс. Meliana, ісп. Meliana) — муніципалітет в Іспанії, у складі автономної спільноти Валенсія, у провінції Валенсія. Населення — 10 536 осіб (2010).

## Географія
Муніципалітет розташований на відстані близько 300 км на схід від Мадрида, 6 км на північ від Валенсії.

## Демографія
Динаміка населення (INE ):

## Уродженці
- Віктор Камараса (*1994) — іспанський футболіст, півзахисник, фланговий півзахисник.

## Галерея зображень

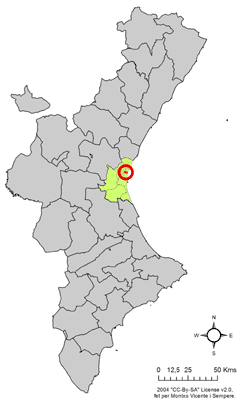
Розташування муніципалітету Меліана у автономній спільноті Валенсія
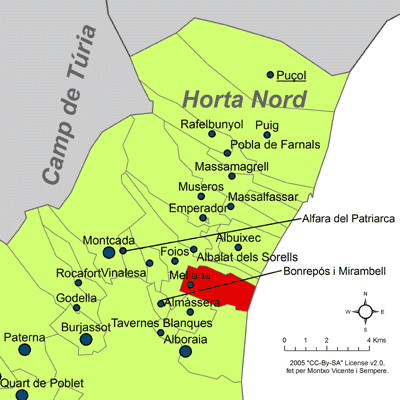
Розташування муніципалітету Меліана у комарці Уерта-Норте
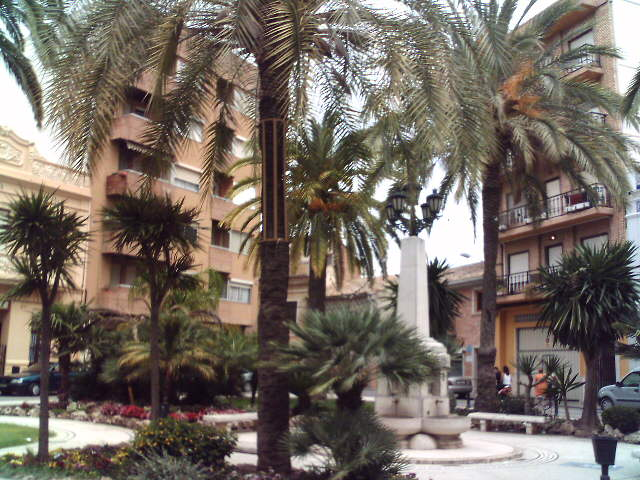
Пласа-дел-Поу
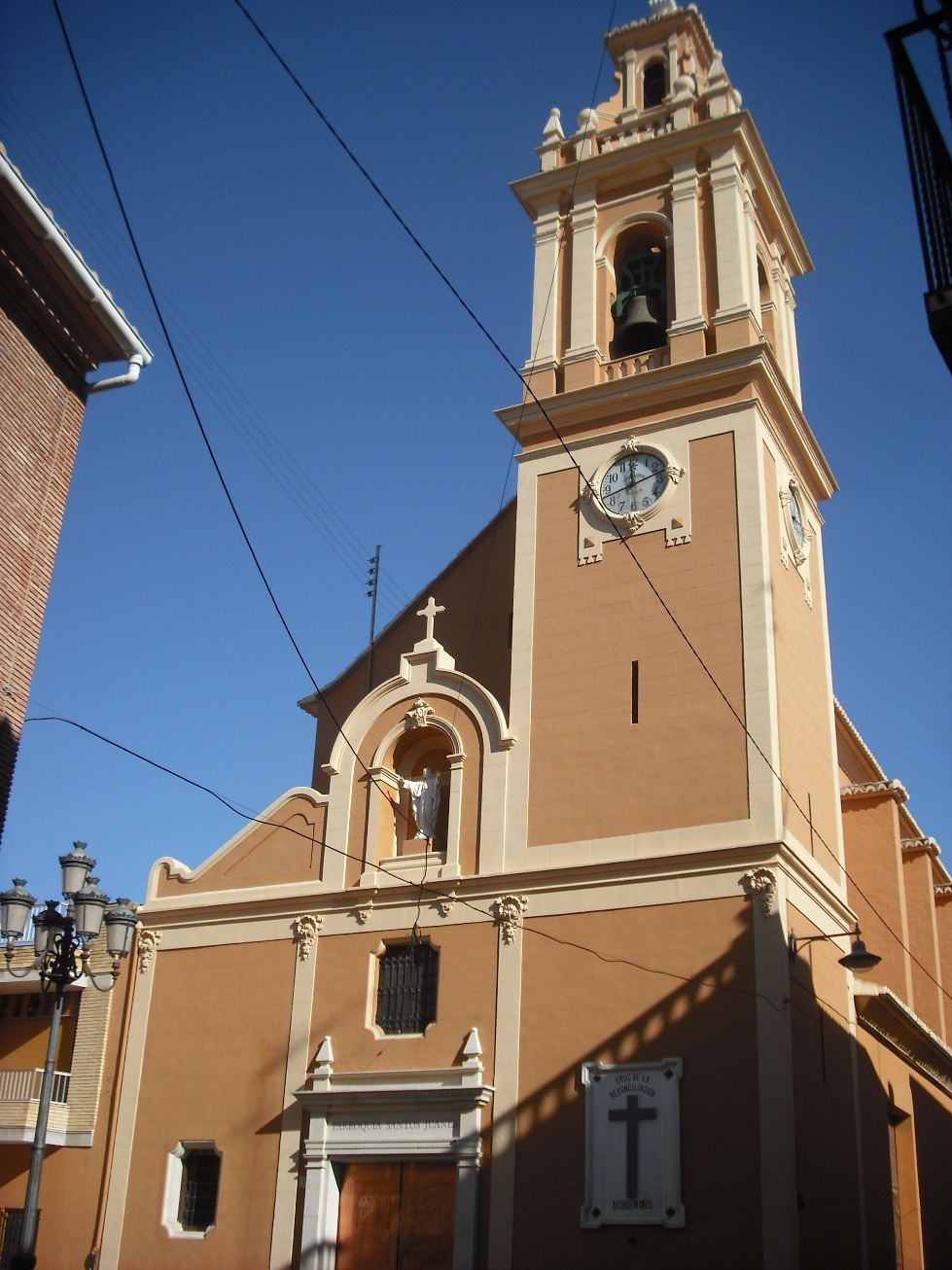
Церква Лос-Сантос-Хуанес